# Rolf Apitzsch
| 117506 Wildberg         | 5 febbraio 2005   |
| 144496 Reingard         | 14 marzo 2004     |
| 192158 Christian        | 14 dicembre 2006  |
| 198700 Nataliegrünewald | 5 febbraio 2005   |
| 210174 Vossenkuhl       | 16 ottobre 2006   |
| 216893 Navina           | 28 febbraio 2009  |
| 218900 Gabybuchholz     | 8 marzo 2007      |
| 218901 Gerdbuchholz     | 10 marzo 2007     |
| 220495 Margarethe       | 17 febbraio 2004  |
| 224962 Michaelgrünewald | 11 marzo 2007     |
| 225225 Ninagrunewald    | 26 settembre 2008 |
| 225239 Ruthproell       | 19 agosto 2008    |
| 233653 Rether           | 23 agosto 2008    |
| 236800 Broder           | 24 agosto 2007    |
| 243094 Dirlewanger      | 6 settembre 2007  |
| 243096 Klauswerner      | 12 settembre 2007 |
| 249010 Abdel-Samad      | 26 agosto 2007    |
| 278200 Olegpopov        | 11 marzo 2007     |
| 367404 Andreasrebers    | 29 agosto 2008    |

Rolf Apitzsch (1943) è un astronomo amatoriale tedesco.
Il Minor Planet Center gli accredita la scoperta di settantanove asteroidi, effettuate tra il 2004 e il 2013.
Gli è stato dedicato l'asteroide 29214 Apitzsch.